# Estée Lauder Companies
Estée Lauder Companies  é uma empresa estadunidense de cosméticos com sede em Nova Iorque. A empresa é listada no índice de bolsa S&P 500, foi fundada em 1946 por Estée Lauder (1908-2004) e seu marido Joseph Lauder.
Estée Lauder é responsável pela criação de marcas que são hoje distribuídas em mais de 150 países e territórios espalhados pelo mundo.
A Estée Lauder foi a primeira marca a ser comercializada pelo grupo. Poucos anos depois era lançada a marca Aramis, a que se seguiria Clinique, Prescriptives, Origins, etc.
A empresa trouxe para o mercado novas técnicas de comercialização e atracção de novas consumidoras. Ofertas grátis para as consumidoras na inauguração de um novo ponto de venda, GWV, ”gift with visit”; ofertas atraentes na compra de um valor determinado, os GWP, “gift with purchase”; o envio de mailers deslumbrantes para todas as clientes constantes em ficheiros organizados e sempre actualizados, foram algumas das técnicas.
Anos mais tarde, os seus dois filhos Leonard Lauder e Ronald Lauder passam a fazer parte do grupo de directores executivos. Evelyn Lauder, esposa de Leonard Lauder, também participa activamente em determinadas áreas como por exemplo a escolha de novas fragrâncias e na Campanha de Prevenção do cancro da mama.
Hoje, Leonard Lauder e Ronald Lauder, como presidentes do grupo, garantem o equilíbrio entre o passado e o presente. O futuro da empresa está assegurado pelos netos de Lauder, William Lauder e Aerin Lauder.
A Companhia é desde 1995 cotada na bolsa de Nova Iorque.
No ano fiscal de 2007, as vendas líquidas foram de 7.037 biliões (bilião = mil milhões) de dólares e os lucros líquidos de 449.2 milhões de dólares.